# Werner von Schrader
Werner Otto Karl von Schrader (* 10. Januar 1840 in Osnabrück; † 8. Februar 1922 in Celle) war ein deutscher Richter und Parlamentarier.

## Leben
Werner von Schrader studierte an der Ruprecht-Karls-Universität Heidelberg Rechtswissenschaft. 1860 wurde er Mitglied des Corps Vandalia Heidelberg. Nach dem Studium schlug er die Richterlaufbahn ein. 1882 war er Amtsrichter am Amtsgericht Herzberg am Harz. Später war er Amtsgerichtsrat. Nach seiner Pensionierung lebte er in Celle.
Schrader saß 1882, in der 3. Session der 14. Legislaturperiode, als fraktionsloser Abgeordneter des Wahlkreises Hannover 19 (Osterode) im Preußischen Abgeordnetenhaus.